# خشخاش كبير الثغور
الخشخاش كبير الثغور (باللاتينية: Papaver macrostomum) هو نوع نباتي ينتمي إلى جنس الخشخاش من الفصيلة الخشخاشية.

## الموئل والانتشار
موطنه بلاد الشام ومصر وتركيا والقوقاز.

## مرادفات للاسم العلمي
- (باللاتينية: Papaver divergens Fedde & Bornm.)